# Verwaltungsgemeinschaft Lisberg
Die Verwaltungsgemeinschaft Lisberg  im Landkreis Bamberg besteht aus den folgenden Gemeinden:
1. Lisberg, 1708 Einwohner, 8,36 km²
2. Priesendorf, 1532 Einwohner, 8,36 km²

Sitz der zum 1. Januar 1980 gegründeten Verwaltungsgemeinschaft ist Lisberg. Alle Teile zählen zur Metropolregion Nürnberg.
Die beiden Gemeinden gehörten vom 1. Mai 1978 bis 31. Dezember 1979 der Verwaltungsgemeinschaft Stegaurach an.